# Menno Oosting
Menno Oosting, né le 17 mai 1964 à Son en Breugel et mort le 22 février 1999 à Turnhout, est un ancien joueur de tennis professionnel néerlandais spécialisé dans le double depuis 1991.
Il a notamment remporté les Internationaux de France de tennis en double mixte en 1994. Il meurt dans un accident de voiture en 1999 à Turnhout en Belgique, peu après avoir participé à la finale du tournoi de Saint-Pétersbourg. Il avait deux fils, nés en 1992 et 1995.

## Palmarès

### Titres en double messieurs
| No | Date       | Nom et lieu du tournoi                   | Catégorie    | Dotation  | Surface         | Partenaire   | Finalistes                          | Score         |          |
| -- | ---------- | ---------------------------------------- | ------------ | --------- | --------------- | ------------ | ----------------------------------- | ------------- | -------- |
| 1  | 27-04-1992 | BMW Open Munich                          | World Series | 275 000 $ | Terre (ext.)    | David Adams  | Carl Limberger Tomáš Anzari         | 3-6, 7-5, 6-3 | Parcours |
| 2  | 13-09-1993 | Romanian Open Bucarest                   | World Series | 500 000 $ | Terre (ext.)    | Libor Pimek  | George Cosac Ciprian Petre Porumb   | 7-6, 7-6      |          |
| 3  | 14-03-1994 | Grand-Prix Hassan II Casablanca          | World Series | 188 750 $ | Terre (ext.)    | David Adams  | Cristian Brandi Federico Mordegan   | 6-3, 6-4      |          |
| 4  | 25-04-1994 | Trofeo Grupo Zeta Villa de Madrid Madrid | World Series | 775 000 $ | Terre (ext.)    | Rikard Bergh | Jean-Philippe Fleurian Jakob Hlasek | 6-3, 6-4      |          |
| 5  | 03-10-1994 | Grand Prix de Toulouse Toulouse          | World Series | 375 000 $ | Dur (int.)      | Daniel Vacek | Patrick McEnroe Jared Palmer        | 7-6, 6-7, 6-3 |          |
| 6  | 29-01-1996 | Croatian Indoors Zagreb                  | World Series | 375 000 $ | Moquette (int.) | Libor Pimek  | Martin Damm Hendrik Jan Davids      | 6-3, 7-6      |          |
| 7  | 09-03-1998 | Copenhagen Open Copenhague               | Int' Series  | 210 000 $ | Moquette (int.) | Tom Kempers  | Jan Siemerink Brett Steven          | 6-4, 7-6      |          |

### Finales en double messieurs
| No | Date       | Nom et lieu du tournoi                               | Catégorie           | Dotation  | Surface         | Vainqueurs                        | Partenaire          | Score         |  |
| -- | ---------- | ---------------------------------------------------- | ------------------- | --------- | --------------- | --------------------------------- | ------------------- | ------------- |  |
| 1  | 30-09-1991 | Athens International Athènes                         | World Series        | 125 000 $ | Terre (ext.)    | Jacco Eltingh Mark Koevermans     | Olli Rahnasto       | 5-7, 7-6, 7-5 |  |
| 2  | 29-03-1993 | Estoril Open Estoril                                 | World Series        | 500 000 $ | Terre (ext.)    | David Adams Andreï Olhovskiy      | Udo Riglewski       | 6-3, 7-5      |  |
| 3  | 28-03-1994 | Estoril Open Estoril                                 | World Series        | 500 000 $ | Terre (ext.)    | Cristian Brandi Federico Mordegan | Richard Krajicek    | Forfait       |  |
| 4  | 04-07-1994 | Suisse Open Gstaad                                   | World Series        | 450 000 $ | Terre (ext.)    | Sergio Casal Emilio Sánchez       | Daniel Vacek        | 7-6, 6-4      |  |
| 5  | 19-02-1996 | European Community Championships Anvers              | Championship Series | 875 000 $ | Moquette (int.) | Jonas Björkman Nicklas Kulti      | Ievgueni Kafelnikov | 6-4, 6-4      |  |
| 6  | 20-05-1996 | International ÖTV Raiffeisen Grand Prix Sankt Pölten | World Series        | 400 000 $ | Terre (ext.)    | Sláva Doseděl Pavel Vízner        | David Adams         | 6-7, 6-4, 6-3 |  |
| 7  | 22-07-1996 | Generali Open Kitzbühel                              | World Series        | 400 000 $ | Terre (ext.)    | Libor Pimek Byron Talbot          | David Adams         | 7-6, 6-3      |  |
| 8  | 09-09-1996 | Romanian Open Bucarest                               | World Series        | 475 000 $ | Terre (ext.)    | David Ekerot Jeff Tarango         | David Adams         | 7-6, 7-6      |  |
| 9  | 23-09-1996 | Davidoff Swiss Indoors Basel Bâle                    | World Series        | 975 000 $ | Dur (int.)      | Ievgueni Kafelnikov Daniel Vacek  | David Adams         | 6-3, 6-4      |  |
| 10 | 07-10-1996 | CA Tennis Trophy Vienne                              | Championship Series | 675 000 $ | Moquette (int.) | Ievgueni Kafelnikov Daniel Vacek  | Pavel Vízner        | 6-4, 7-5      |  |
| 11 | 08-02-1999 | St. Petersburg Open Saint-Pétersbourg                | Int' Series         | 325 000 $ | Moquette (int.) | Jeff Tarango Daniel Vacek         | Andrei Pavel        | 3-6, 6-3, 7-5 |  |

### Titre en double mixte
| No | Date       | Nom et lieu du tournoi | Catégorie | Dotation    | Surface      | Partenaire      | Finalistes                      | Score         |          |
| -- | ---------- | ---------------------- | --------- | ----------- | ------------ | --------------- | ------------------------------- | ------------- | -------- |
| 1  | 23-05-1994 | Roland-Garros Paris    | G. Chelem | 3 561 928 $ | Terre (ext.) | Kristie Boogert | Larisa Neiland Andreï Olhovskiy | 7-5, 3-6, 7-5 | Parcours |

## Parcours en Grand Chelem

### En double mixte
| Année | Open d'Australie                 | Open d'Australie                | Roland-Garros | Roland-Garros | Wimbledon | Wimbledon | US Open | US Open |
| ----- | -------------------------------- | ------------------------------- | ------------- | ------------- | --------- | --------- | ------- | ------- |
| 1995  | 1er tour (1/16) Kristie Boogert  | Lindsay Davenport Grant Connell |               |               |           |           |         |         |
| 1996  | 1er tour (1/16) Kristine Radford | Els Callens Piet Norval         |               |               |           |           |         |         |
| 1997  | 1er tour (1/16) Kristie Boogert  | Natalia Medvedeva Jacco Eltingh |               |               |           |           |         |         |

Sous le résultat, la partenaire ; à droite, l'ultime équipe adverse.